# Entodontopsis nitens
Entodontopsis nitens är en bladmossart som beskrevs av William Russell Buck 1985. Entodontopsis nitens ingår i släktet Entodontopsis och familjen Stereophyllaceae. Inga underarter finns listade i Catalogue of Life.